# Curling op de Olympische Winterspelen 1924
Curling is een van de sporten die beoefend werden tijdens de Olympische Winterspelen 1924 in Chamonix-Mont-Blanc.
Er was een toernooi voor heren, dit toernooi is in februari 2006 erkend als officieel Olympisch onderdeel.

## Heren

### Uitslagen
| land             | saldo   | land      |
| ---------------- | ------- | --------- |
| Zweden           | 18 - 10 | Frankrijk |
| Groot-Brittannië | 38 - 7  | Zweden    |
| Groot-Brittannië | 46 - 4  | Frankrijk |

### Eindrangschikking
| rang   | sporter(s) | land |
| ------ | --- | ---- |
| Goud   | Robin Welsh William Jackson Laurence Jackson Tom Murray                                                                                               | GBR  |
| Zilver | Johan Petter Åhlén Carl-Axel F Pettersson Karl-Erik Wahlberg Carl Wilhelm Petersén Ture Ödlund Victor E. Wetterström Erik O. Severin C.-A.V. Kronlund | SWE  |
| Brons  | F. Cournollet P. Canivet A. Bénédic Gérard André H. Aldebert R. Planque                                                                               | FRA  |